# Королівські ігри (п'єса)
Королівські ігри — драматичний твір — фантазія на тему жорстокої гри пристрасті часів правління короля Генріха VIII, написаний російським драматургом Григорієм Горіним. В основу п'єси покладено твір Максвела Андерсона про 1000 днів фаворитки Анни Болейн, що розповідає про часи правління жорстокого й розпусного Генріха VIII.

## Дійові особи
- Генріх VIII — король Англії
- Томас Болейн — королівський скарбничий
- Єлизавета — його дружина
- Мері Болейн, Анна Болейн — його дочки
- Норфолк — брат дружини Томаса Болейна
- Персі — наречений Анни Болейн.
- Джейн Сеймур — фрейліна Анни
- Вулсі — лорд-кардинал.
- Кромвель — секретар лорда-кардинала
- Єпископ Фішер
- Томас Мор
- Ваєт — поет
- Норріс
- Смітон
- Економка
- Слуга
- Перший музикант
- Другий музикант
- Варта, воїни, єгері, тюремщики, охорона таємної канцелярії

## Час та місце дії
Англія, XVI століття.